# XDA Developers
XDA Developers (간단히 XDA 또는 xda-developers)는 전 세계적으로 490만명의 회원수를 가진 커뮤니티 사이트이다. 사이트의 주된 목적은 윈도우 모바일, 윈도우 폰, 그리고 안드로이드 폰에 대한 토론이다. 윈도우 모바일과 안드로이드 사용자들이 기기의 전반적인 정보, 롬("ROM") 업그레이드, 기술 지원, 질문과 답변 그리고 액세서리와 애플리케이션에 대한 정보를 얻기 위해 사이트를 방문한다. HTC에서 제조된 각각의 모델명과 내장된 HTC 코드 네임으로 포럼을 나눈다. 현재는 HTC뿐만 아니라 삼성이나 모토로라같은 윈도우 모바일/안드로이드 폰 제조사에 대한 포럼도 있다.
자신의 ROM 이미지를 가지고 코드를 제작하는 개인이나 단체인 셰프 ("chefs")가 많다.